# Bopyrina sewelli
Bopyrina sewelli is een pissebed uit de familie Bopyridae. De wetenschappelijke naam van de soort is voor het eerst geldig gepubliceerd in 1930 door Chopra.